# Braum’s
Braum’s, Inc. или Braum’s — американская сеть кафе-мороженых и ресторанов быстрого питания. Управляет 303 ресторанами в пяти штатах Юга США. Компания находится в частной собственности семьи Браум, её штаб-квартира находится в Оклахома-Сити, штат Оклахома.

## История
В 1933 году Уильям Генри Х. Браум арендовал в родном городе Эмпория, штат Канзас, переоборудованный дом и использовал его как небольшой завод по переработке масла. Год спустя он построил новое здание площадь 2000 квадратных футов, куда перенёс производство, позже добавив переработку молока. В 1940 году Генри Браум расширил бизнес, включив в него производство мороженого. В 1945 году его сын Уильям Генри «Билл» Браум поступил в Канзасский университет на инженерный факультет, но уже через семестр перевёлся в бизнес-школу. Получив диплом бакалавра по специальности «Бизнес-администрирование», Билл Браум вернулся домой, чтобы работать на своего отца.
В 1952 году Браумы продали оптовую часть бизнеса и купили старую фабрику Kraft Cheese, которую переоборудовали в цех по производству мороженого и начали специализироваться на производстве молока и мороженого. Они основали сеть розничных магазинов мороженого в Канзасе под названием Peter Pan Ice Cream, названную в честь местного парка в Эмпории. В 1961 году Билл выкупил семейный бизнес и купил свою первую молочную ферму. К 1967 году сеть выросла до 61 магазина и была продана крупному оптовику (продажа не включала молочное стадо и завод). В качестве условия продажи Браумам было запрещено продавать мороженое в Канзасе в течение десяти лет. В 1968 году Билл и его жена Мэри открыли первый Braum’s Ice Cream and Dairy Store в Оклахома-Сити, штат Оклахома. В том же году по всему штату открылись ещё двадцать три магазина. В течение следующих трёх лет молочные продукты и другие товары ежедневно перевозились из Эмпории, где располагались производственные мощности кампании, в Оклахому.
В 1971 году в Оклахома-Сити был построен новый перерабатывающий завод площадью 60 000 квадратных футов. К 1975 году молочное стадо Braum’s, крупнейшее в Канзасе, было перегнано в Оклахому. Этот «современный перегон скота» заключался в том, что более чем 900 коров ехали по шоссе в колонне полуприцепов к своему новому дому на ферме Браума в Таттле. В 1978 году рядом с заводом в Оклахома-Сити была построена первая пекарня Браума. В 1980-х Браумы приобрели ещё несколько ферм на юго-востоке Оклахомы. В 1987 году, когда стала очевидной потребность в более крупном перерабатывающем предприятии, в Таттле было построено ультрасовременное перерабатывающее предприятие площадью 260 000 квадратных футов. Первоначальный перерабатывающий завод в Оклахома-Сити стал местом расположения офисов компании. В 1993 году на ферме в Таттле был построен один из крупнейших доильных комплексов в мире с коровником площадью в 35 акров.
В 2010 году Braum’s построила новую пекарню площадью 240 000 квадратных футов и распределительный склад на ферме в Таттле. Также в том же году Билл Браум спроектировал и сконструировал «тележку для коров» для перевозки дойного стада в коровник и обратно. На 2024 год семья Браум владеет и управляет 303 магазинами, расположенными в Оклахоме, Канзасе, Техасе, Миссури и Арканзасе. Все магазины и рестораны компании расположены в радиусе 300 миль от перерабатывающего завода в Таттле. Семейная ферма Браума является домом для крупнейшего в Соединённых Штатах молочного стада класса А2, на создание которого ушло более двенадцати лет. Кроме того, Braum’s позиционирует себя как единственный крупный производитель мороженого, который до сих пор использует собственных коров.